# 第21師団 (日本軍)
第21師団（だいにじゅういちしだん）は、大日本帝国陸軍の師団の一つ。

## 沿革
1938年（昭和13年） 支那事変（日中戦争）勃発後の1938年（昭和13年）4月4日に第15・第17・第22・第23師団とともに編成された歩兵三個連隊編制師団である。
第21師団は、同年7月15日に編成完結すると北支那方面軍隷下で占領地の徐州の警備に当る。1939年（昭和14年）2月の蘇北作戦や1941年（昭和16年）5月の中原会戦に参加した。
同年11月から北部仏印に転用され南方軍に編入される。隷下部隊から抽出した永野支隊が第二次バターン半島攻略戦に参加、師団は1943年（昭和18年）12月から印度支那駐屯軍隷下で北部仏印の警備に当る。
1945年（昭和20年）3月に明号作戦に参加し、同年8月にハノイで終戦を迎える。

## 師団概要

### 歴代師団長
- 鷲津鈆平 中将：1938年（昭和13年）7月15日 - 1940年（昭和15年）9月28日
- 田中久一 中将：1940年（昭和15年）9月28日 - 1943年（昭和18年）3月1日
- 三国直福 中将：1943年（昭和18年）3月1日 - 終戦

### 参謀長
- 千葉熊治 工兵大佐：1938年（昭和13年）7月15日 - 1940年（昭和15年）3月9日
- 村田定雄 歩兵大佐：1940年（昭和15年）3月9日 - 1941年（昭和16年）10月15日[1]
- 小川泰三郎 大佐：1941年（昭和16年）10月15日 - 1945年（昭和20年）1月12日[2]
- 宍戸清次郎 中佐：1945年（昭和20年）1月12日 - 終戦[3]

### 高級副官
- 中島忠雄 中佐：1939年（昭和14年）8月1日 -
- 三根敏雄 中佐：1942年（昭和17年）8月1日 -

### 兵器部長
- 片山文雄 大佐：1940年（昭和15年）12月2日 -
- 山本政豊 中佐：1943年（昭和18年）10月29日 -

### 経理部長
- 向井金次 主計大佐：1938年（昭和13年）7月15日 - 1940年（昭和15年）6月5日
- 浅野基徳 主計大佐：1940年（昭和15年）6月5日 - 1942年（昭和17年）2月17日
- 三浦信一 主計中佐：1942年（昭和17年）2月17日 -
- 大村敏風 主計大佐：1943年（昭和18年）8月2日 -

### 軍医部長
- 井原愛雄 軍医中佐：1940年（昭和15年）10月1日 -
- 後藤清 軍医大佐：1943年（昭和18年）6月10日 -

### 獣医部長
- 元岡利美 獣医中佐：1942年（昭和17年）1月29日 -

## 最終所属部隊
- 第21歩兵団
  - 第21歩兵団司令部
  - 歩兵第62連隊（富山）
  - 歩兵第82連隊（富山）
  - 歩兵第83連隊（金沢）
- 山砲兵第51連隊
- 工兵第21連隊
- 輜重兵第21連隊
- 第21師団捜索隊
- 第21師団衛生隊
- 第21師団通信隊
- 第21師団防疫給水部
- 第21師団兵器勤務隊
- 第21師団第1野戦病院
- 第21師団第2野戦病院
- 第21師団病馬廠

## 上級部隊の変遷
- 1941年（昭和16年）11月6日、大陸命第555号を以って南方軍戦闘序列が下令され南方軍直轄部隊となる
- 1942年（昭和17年）12月から印度支那派遣軍隷下に移る
- 1943年（昭和18年）11月24日を以って第21歩兵団は復員する。
- 1944年（昭和19年）12月から第38軍隷下に移る